# Dirades onusta
Dirades onusta är en fjärilsart som beskrevs av W. Warren 1902. Dirades onusta ingår i släktet Dirades och familjen Uraniidae. Inga underarter finns listade i Catalogue of Life.